# 양벌도서관
양벌도서관은 경기도 광주시에 있는 공립 도서관이다.

## 연혁
- 2021년 12월 23일 개관.